# Ian Borg

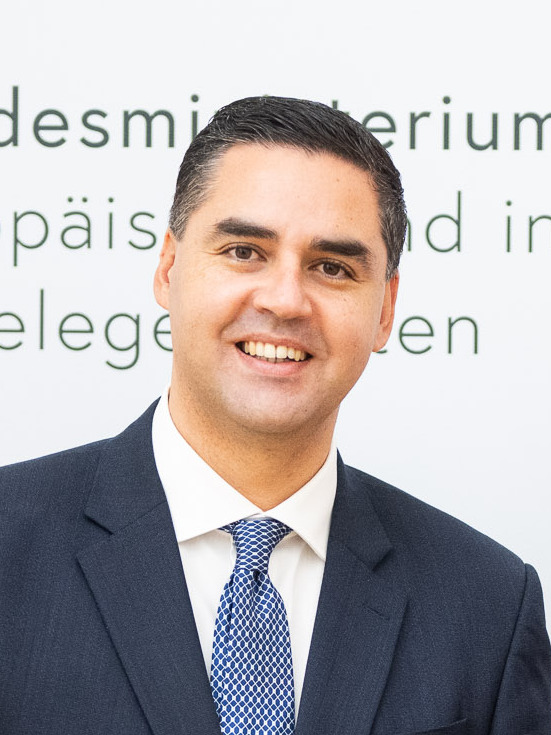
Ian Borg (2023)

Ian Borg (* 28. Februar 1986) ist ein maltesischer Politiker und seit 2013 Abgeordneter im Parlament von Malta. Er ist seit März 2022 Minister für auswärtige und europäische Angelegenheiten sowie Handel.

## Leben
Borg begann seine politische Karriere 2005, als er für die Partit Laburista zum Bürgermeister seiner Heimatstadt Dingli gewählt wurde. Er wurde 2008 und 2012 wiedergewählt. 2012 schloss er sein Studium der Rechtswissenschaften an der Universität Malta ab.
2013 kandidierte Borg für die Partit Laburista für das Parlament und wurde mit 4.186 Stimmen für den 7. Bezirk gewählt. Er wurde von Premierminister Joseph Muscat zum Parlamentarischen Staatssekretär für die EU-Präsidentschaft 2017 und EU-Fonds ernannt und war damals jüngstes Mitglied des Kabinetts.
In der zweiten Regierung von Muscat im Jahr 2017 wurde Ian Borg zum Minister für Verkehr, Infrastruktur und Investitionsprojekte ernannt. Während seiner Amtszeit beaufsichtigte er Infrastrukturprojekte wie die Kappara-Kreuzung, das Marsa-Kreuzungsprojekt und das Central Link-Projekt sowie die Einrichtung der maltesischen Infrastrukturagentur.
Diese Infrastrukturprojekte wurden von der Zivilgesellschaft und Umweltschützern kritisiert, weil sie eine autozentrierte Vision der Mobilität fortführten, zum Verlust landwirtschaftlicher Flächen führten und für das Central Link-Projekt in Attard  über 500 Bäume abgeholzt wurden.
Am 30. März 2022 formierte Robert Abela das Kabinett Abela II. Er berief Borg zum Minister für auswärtige und europäische Angelegenheiten sowie Handel. Er leitete den diplomatischen Dienst Maltas während seines Mandats im Sicherheitsrat der Vereinten Nationen.
Borg ist verheiratet und Vater einer Tochter.